# J. J. Keith
J. J. Keith (* um 1970 in London, Vereinigtes Königreich) ist ein britisch-irischer  Filmregisseur und Filmproduzent, der 1999 für einen Oscar nominiert war.

## Biografie
Nach seinem Abschluss an der University of Edinburgh mit einem Master of Arts (M.A.) in Filmwissenschaften startete Keith seine Filmkarriere, indem er Kurzfilme drehte. Bereits mit seinem zweiten Kurzfilm Holiday Romance wurde er für einen Oscar nominiert und wurde beim Hollywood Film Festival mit einem Preis für den „Besten Kurzfilm“ ausgezeichnet.
Ein kurzer Abstecher führte Keith zum Fernsehen, wo er bei zwei Folgen der Polizeiserie The Bill Regie führte. Danach wandte er seine Aufmerksamkeit der Werbung zu und konnte schon zu Beginn dieser Tätigkeit Aufträge für Spots für große Kunden wie Boots, Heinz, Mars, J Sainsbury und BT erzielen. Mit seinen Arbeiten für die Guinness-Brauerei konnte er Silber und Bronze-Auszeichnungen bei verschiedenen Preisverleihungen, darunter Cannes, British Arrows, Creative Circle und The One Show, erringen. Mit seinen Spots für 118 118 erreichte er bei den vorgenannten Zeremonien dann Gold.
Keith ist auch für seine komödiantischen Auftritte bekannt und zudem ein anerkannter Standbildfotograf. Die von ihm erstellten Porträts werden unter anderem in Open Britain gezeigt, einer großen Serie, die in Zusammenarbeit mit dem NHS und anderen Organisationen die Breite und Fülle der Geschichten britischer Einwanderer in den Mittelpunkt stellt.
Keith singt gerne, bevorzugt Lieder aus dem Musical Matilda zusammen mit seinen Zwillingssöhnen und seiner Tochter.

## Filmografie (Auswahl)
- 1996: III (Kurzfilm; Produzent, Drehbuch, Regie)
- 1998: Holiday Romance (Kurzfilm; Regie)
- 2001: The Bill (Fernsehserie; Regie) Staffel 17, Epis. 68 Blood and Money + Epis, 69 Hidden Agenda
- 2013: Stephen Fry: Gadget Man (Fernsehserie; Regie) S2, E5: Home Improvement

## Auszeichnung
- Oscarverleihung 1999: Oscarnominierung gemeinsam mit Alexander Jovy für und mit dem Film Holiday Romance  in der Kategorie „Bester Kurzfilm“[3]